# 블러드 온 더 댄스 플로어
블러드 온 더 댄스 플로어(Blood on the Dance Floor)는 미국의 전자 음악 그룹이다.